# Devonià
| ⇦ DEVONIÀ ⇨ |          |           |             | |
| Període     | Sèrie    | Estatge   | Edat (Ma)   | EGL |
| Devonià     | Superior | Famennià  | 372,2 ± 1,6 | Estratotip Global de Límit: Secció de la pedrera de Coumiac (Muntanya Negra, França)                           |
| Devonià     | Superior | Frasnià   | 382,7 ± 1,6 | Estratotip Global de Límit: Capa 42 de la Secció E de Col du Puech de la Suque (Muntanya Negra, França)        |
| Devonià     | Mitjà    | Givetià   | 387,7 ± 0,8 | Estratotip Global de Límit: Capa 123 d'una secció de Jebel Mech Irdane (Tafilalt, Marroc)                      |
| Devonià     | Mitjà    | Eifelià   | 393,3 ± 1,2 | Estratotip Global de Límit: Wetteldorf Richtschnitt (Eifel, Alemanya)                                          |
| Devonià     | Inferior | Emsià     | 407,6 ± 2,6 | Estratotip Global de Límit: Capa 9/5 del congost de Zinzilban (Reserva Geològica Estatal de Kitab, Uzbekistan) |
| Devonià     | Inferior | Praguià   | 410,8 ± 2,8 | Estratotip Global de Límit: Capa 12 de la pedrera de Velká Chuchle (Praga, República Txeca)                    |
| Devonià     | Inferior | Lochkovià | 419,2 ± 3,2 | Estratotip Global de Límit: Capa 20 de la Secció de Klonk (Bohèmia Central, República Txeca)                   |

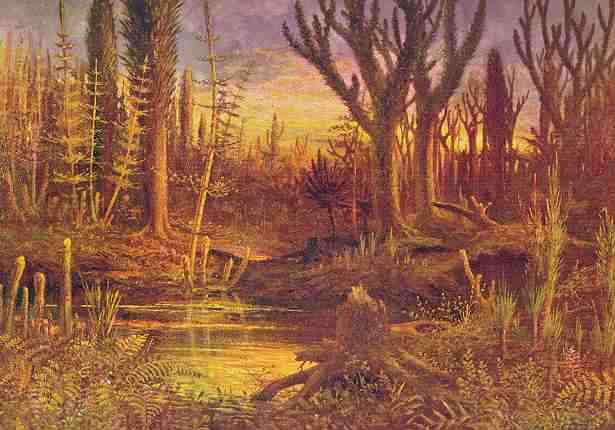
Il·lustració artística d'una escena natural del Devonià.

El Devonià és el període geològic que començà fa 419,2 ± 3,2 milions d'anys i s'acabà fa 358,9 ± 0,4 milions d'anys. Es tracta del quart període de l'era del Paleozoic. El seu nom fa referència al comtat anglès de Devon.
Segueix el Silurià i precedeix el Carbonífer. Durant el Devonià, els primers peixos van desenvolupar potes començant a caminar sobre la superfície terrestre com a amfibis, i els primers artròpodes com els insectes i les aranyes també van començar a ocupar els hàbitats terrestres. Les primeres plantes amb llavors (gimnospermes) es van escampar per terra ferma, formant immensos boscos. Als oceans, els peixos es van diversificar en els primers taurons, els primers sarcopterigis i els peixos ossis. Els primers ammonits (mol·luscs) aparegueren, i els trilobits, els braquiòpodes (semblants als bivalves però sense relació amb els mol·luscs), així com els grans esculls de coralls, encara eren comuns. L'extinció del Devonià superior va tenir un sever impacte en la vida marina. La paleogeografia estava dominada pel supercontinent de Gondwana al sud, el continent de Sibèria al nord, i la formació primerenca del petit supercontinent d'Euramèrica al centre.

## Nomenclatura
El període rep el nom de la regió anglesa de Devon, on els afloraments del Devonià són comuns. Mentre els estrats que defineixen el principi i el final del període estan ben identificats, les dates exactes són incertes. Com ja s'ha esmentat, segons la Comissió Internacional de l'Estratigrafia, el Devonià va des del final del període Silurià (fa 416 ± 2,8 milions d'anys) fins al principi del període Carbonífer (fa 359,2 ± 2,5 milions d'anys).
El Devonià també es coneix com l'Edat dels Peixos, però el terme no és gaire utilitzat. Mentre que els peixos van tenir un desenvolupament major només són un dels punts importants evolutius durant aquest període, i hi havia altres formes de vida més comunes.
El Devonià també ha estat anomenat erròniament L'Edat Hivernacle, degut a un mostreig esbiaixat: molts dels primers descobriments devonians provenien d'estrats d'Europa occidental i l'est d'Amèrica del Nord, que en aquell temps vorejaven l'equador formant part del supercontinent d'Euramèrica, on els fòssils dels grans esculls de corall indiquen climes tropicals que eren càlids i moderadament humits.
Encara amb menys freqüència, hom anomena el Devonià L'Antiga Edat Vermella, degut als dipòsits terrestres vermells i marrons coneguts a Bretanya com a Old Red Sandstone (Gresos vermells antics), on es feren les primeres troballes.

## Subdivisions
El Devonià es divideix usualment en inferior, mitjà i superior. Els estatges faunístics, del més recent al més antic, són:

### Superior (el més recent)
- Famennià
- Frasnià

### Mitjà
- Givetià
- Eifelià

### Inferior (el més antic)
- Emsià
- Praguià
- Lochkovià

En algunes àrees, les roques devonianes són productores de petroli i gas.

## Paleogeografia
El Devonià fou un temps de gran activitat tectònica, a mesura que Lauràsia i Gondwana s'acostaven. El continent d'Euramèrica es va crear a principis del Devonià a causa de la col·lisió de Laurència i Bàltica, que girava cap a la zona seca natural al llarg del Tròpic de Càncer, que ja (com avui en dia) en temps paleozoics estava formada per la convergència de dues grans masses d'aire, la cèl·lula Hadley i la cèl·lula Ferrel. En aquests quasideserts, es van formar els dipòsits sedimentaris d'Old Red Sandstone, de color vermell pel ferro oxidat (de l'hematita), característic de condicions de sequera.
A prop de l'equador, Pangea es començà a consolidar a partir de les plaques d'Amèrica del Nord i Europa, augmentant l'alçada dels Apalatxes i formant els Caledònids a Bretanya i a Escandinàvia. La costa occidental d'Amèrica del Nord del Devonià, en canvi, era un marge passiu amb badies profundes llimoses, deltes fluvials i estuaris, a Idaho i Nevada (EUA); cap al Devonià superior un arc d'illes volcàniques contactà amb el pendent inclinat de la plataforma continental i començà a aixecar dipòsits d'aigües profundes, una col·lisió que fou el preludi de l'episodi de formació de muntanyes en els temps del Mississipià que rep el nom d'orogènesi d'Antler.
Els continents meridionals romangueren junts formant el supercontinent de Gondwana. El que restava d'Euràsia estava a l'hemisferi nord. El nivell del mar era alt arreu, i gran part de la terra estava submergida sota mars somers, on vivien organismes de corall tropicals. La profunda i enorme Pantalassa ('mar universal') cobria la resta del planeta.

## Fauna

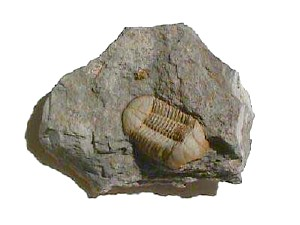
Trilobit fòssil Ductina vietnamica del Devonià xinès

### Vida marina
El nivell del mar al Devonià era generalment alt. La fauna marina encara era dominada pels briozous, braquiòpodes diversos i abundants i coralls. També hi havia molts crinoïdeus, i els trilobits encara eren bastant comuns, però menys variats que en períodes anteriors. Els ostracoderms van rebre a mitjans del Devonià la companyia dels primers peixos amb mandíbula, els grans placoderms blindats, així com dels primers taurons i actinopterigis. El primer tauró, el Cladoselache, va aparèixer als oceans durant el Devonià. Van esdevenir abundants i diversos. Cap al final del Devonià, van arribar els primers peixos d'aletes lobulades, que menarien als primers tetràpodes.

#### Coralls
Una gran barrera de corall, que ara resta a terra ferma a la conca de Kimberley, al nord-oest d'Austràlia, va arribar a mesurar mil quilòmetres, delimitant un continent devonià. Els coralls en general són construïts per diversos organismes segregadors de carbonat que tenen l'habilitat d'erigir estructures resistents a les onades a prop del nivell del mar. Els contribuents principals dels esculls devonians eren diferents als actuals, que estan construïts principalment per coralls i algues calcàries. Estaven compostos principalment per algues calcàries i estromatòlits semblants al corall, així com de coralls rugosos, en aquest ordre d'importància.

### Vida terrestre
Els primers tetràpodes aparegueren a la segona meitat del Devonià, entre 372 i 390 milions d'anys enrere, i evolucionaren a partir de peixos d'aletes lobulades capaços de respirar aire. Les adaptacions necessàries per a la vida a la terra comportaren modificacions radicals en els mecanismes de respiració, alimentació, locomoció, balanç hidroelectrolític, percepció i reproducció, entre altres aspectes. Els avantpassats directes dels tetràpodes ja havien desenvolupat extremitats en els últims 20 milions d'anys abans de sortir de l'aigua, probablement com a òrgans de locomoció aquàtica, emprats com platós. Les mans dels tetràpodes són amb tota probabilitat una estructura homòloga a les aletes pectorals de peixos d'aletes lobulades com Eusthenopteron. En aquest moment d'intensa radiació evolutiva, el nombre de dits dels tetràpodes, que gairebé sempre és de cinc, encara no havia quedat fixat. Per exemple, Acanthostega en tenia vuit a cada pota anterior i set a cada pota posterior. Sembla que el gros dels primers tetràpodes estaven dotats tant de pulmons com de brànquies. Aquestes últimes encara els servien per a l'excreció del nitrogen i el diòxid de carboni. De totes maneres, segurament tenien un estil de vida completament aquàtic, com ho indica la presència d'una orella adaptada a sentir-hi sota l'aigua en animals com Ichthyostega. Hi ha indicis que els tetràpodes evolucionaren en medis marginals marins (llacunes, estuaris i deltes), zones de marees o salabroses, tot i que tampoc no es pot descartar que sorgissin en cossos d'aigua dolça, Al final del Devonià, ja tenien una distribució gairebé cosmopolita a les latituds tropicals i subtropicals, on vivien majoritàriament en medis d'aigua dolça.
Hi ha indicis que els tetràpodes evolucionaren en medis marginals marins (llacunes, estuaris i deltes), zones de marees o salabroses, tot i que tampoc no es pot descartar que sorgissin en cossos d'aigua dolça, Al final del Devonià, ja tenien una distribució gairebé cosmopolita a les latituds tropicals i subtropicals, on vivien majoritàriament en medis d'aigua dolça.
En el registre fòssil hi ha una bretxa d'entre 15 i 30 milions d'anys entre els tetràpodes més primitius, com ara Acanthostega i Ichthyostega, i les formes més derivades del Carbonífer, com ara Eryops. Aquest buit aparent segueix l'extinció del Devonià superior i està associat a un llarg període de relativa hipòxia als oceans.
Els artròpodes primitius van coevolucionar amb les estructures de vegetació forestal diversificada. La simbiosi evolutiva dels insectes i les plantes amb llavors que caracteritza un món modern va tenir la seva gènesi en el Devonià superior.
L'enverdiment dels continents actuà com una trampa de diòxid de carboni, i és possible que els nivells atmosfèrics d'aquest gas amb efecte d'hivernacle haguessin baixat. Això podria haver refredat el clima i desembocat en una extinció.
També durant el Devonià, tant els tetràpodes com els artròpodes es van començar a establir sòlidament a la terra.

## Flora
Al Devonià, la vida ja havia ben començat la seva colonització de la terra. Els bacteris i els tapissos d'algues van comptar aviat amb la companyia de plantes primitives que van crear els primers sòls recognoscibles i que albergaven alguns artròpodes com ara els àcars, escorpins o miriàpodes. Les plantes vasculars continuaren escampant-se per la terra, mentre que les primeres micorrizes documentades entraren en escena.
Cap al Devonià superior, ja existien boscos de petits vegetals primitius: els licòfits, esfenòfits, les falgueres i les progimnospermes ja havien evolucionat. Moltes d'aquestes plantes tenien autèntiques arrels i fulles, i moltes d'elles eren bastant altes. L'ancestral falguera similar als arbres Archaeopteris va créixer com un arbre gran amb fusta autèntica. Aquests són els arbres coneguts més antics dels primers boscos del món. Cap al final del Devonià, les primeres plantes que formaven llavors ja havien aparegut. Aquesta ràpida aparició de tants grups de plantes i formes de creixement ha estat anomenada explosió devoniana.